# ویمان (آرکانزاس)
ویمان (به انگلیسی: Wyman) یک منطقهٔ مسکونی در ایالات متحده آمریکا است که در شهرستان واشینگتن، آرکانزاس واقع شده‌است. ویمان ۳۶۹ متر بالاتر از سطح دریا واقع شده‌است.